# La Demoiselle sauvage

La Demoiselle sauvage est un film canadien réalisé par Léa Pool en 1991.

## Synopsis
Une femme tente de se suicider en jetant sa voiture dans un lac, près d'un barrage. Sa tentative rate, et elle est recueillie par un ingénieur suisse. Celui-ci tente de comprendre pourquoi elle a fait ce geste, mais réalise bien vite qu'elle a vécu un drame qui met l'ingénieur dans une situation difficile.

## Fiche technique
- Pays :  Canada
- Date de production : 1991
- Réalisateur : Léa Pool
- Scénario : Léa Pool, Laurent Gagliardi et Michel Langlois d'après une nouvelle de S. Corinna Bille
- Producteur : Denise Robert
- Société de production : Limbo Films, Cinémaginaire et Office national du film du Canada
- Musique : Jean Corriveau
- Directeur de la photographie : Georges Dufaux
- Son : Alain Chartrand
- Montage : Alain Belhumeur
- Décors : Vianney Gauthier

## Distribution
- Patricia Tulasne : Marianne
- Matthias Habich : Élysée
- Roger Jendly : Maurice
- Michel Voïta : policier
- Lénie Scoffié : Marie
- Séverine Bujard : épouse d'Élysée

## Autour du film
Quatrième long-métrage de Léa Pool, La Demoiselle sauvage est l'adaptation d'une nouvelle de S. Corinna Bille publiée en 1975 dans un recueil du même titre et qui avait reçu le prix Goncourt de la nouvelle.  Le film est tourné dans le canton du Valais, en Suisse, au cours de l'automne 1990.  Il s'agit du premier film que Léa Pool, installée au Québec depuis 1975, tourne dans son pays natal.
La Demoiselle sauvage est présenté en première mondiale dans le cadre de la compétition du Festival des films du monde de Montréal en 1991 et reçoit un prix du public et un prix de la contribution artistique pour la direction photo de Guy Dufaux.  Le film est également en compétition officielle au Festival de Namur en octobre 1991.
Le film récolte trois nominations aux Prix Génies de 1991, loin derrière le favori, Black Robe de Bruce Beresford.  Il reçoit tout de même un prix pour la musique originale de Jean Corriveau.